# Amstel Sterk
Amstel Sterk (of Amstel Sterk 7.5) is een Nederlands pilsbier van het merk Amstel.
Het bier wordt gebrouwen in Zoeterwoude door Heineken en heeft een alcoholpercentage van 7,5%; een hoog percentage alcohol voor een pilsener.